# Dorian Lévêque
Dorian Lévêque (Hyeres, Francia, 22 de noviembre de 1989) es un futbolista francés que juega de defensor en el G. F. A. Rumilly Vallières del Championnat National 2 de Francia.

## Clubes
| Club                       | País    | Año       | PJ  | Goles |
| -------------------------- | ------- | --------- | --- | ----- |
| U. S. Boulogne             | Francia | 2008-2010 | 6   | 0     |
| E. A. Guingamp             | Francia | 2010-2017 | 129 | 4     |
| PAOK de Salónica F. C.     | Grecia  | 2017-2018 | 1   | 0     |
| Annecy F. C.               | Francia | 2019      | 3   | 0     |
| Le Mans F. C.              | Francia | 2019-2020 |     |       |
| G. F. A. Rumilly Vallières | Francia | 2021-     |     |       |

## Palmarés

### Títulos nacionales
| Título          | Club                   | País    | Año  |
| --------------- | ---------------------- | ------- | ---- |
| Copa de Francia | EA Guingamp            | Francia | 2014 |
| Copa de Grecia  | PAOK de Salónica F. C. | Grecia  | 2018 |